# Remi Poppe
Remi Jean Louis Poppe (Velsen, 19 juli 1938) is een Nederlands voormalig politicus en milieuactivist. Hij was van 1994 tot 2002 en van 2006 tot 2010 namens de Socialistische Partij (SP) lid van de Tweede Kamer der Staten-Generaal.

## Loopbaan

### Opleiding, milieuactivisme
Poppe rondde alleen de lagere school af. Hij was hovenier, reclameschilder, matroos op de kustvaart, havenarbeider, fabrieksarbeider en kunstschilder. Eind jaren 1960 was hij actief als milieuactivist in de omgeving Rotterdam.
Hij maakte rond 1967 deel uit van actiecomité Stront aan de knikker en was in 1969 een van de oprichters van het Centraal Aksiekomitee Rijnmond (CAR) dat streed tegen de milieuverontreiniging in het Rijnmondgebied. De organisatie kreeg al snel bekendheid toen zij zich succesvol keerde tegen de komst van een staalfabriek van Hoogovens op de Maasvlakte. Bijzonder aan het CAR was dat het probeerde aansluiting bij de werknemers in de vervuilende fabrieken te vinden en daarin vrij goed slaagde met het argument dat een ongezond werk- en leefklimaat ook slecht was voor de arbeiders.

### Politiek activisme
Op een partijcongres in oktober 1972, waarbij de in 1971 opgerichte KPN/ML de naam wijzigde in Socialistiese Partij, werd de in radicaal linkse kringen bekende en populaire Poppe gepresenteerd als nieuw lid van de partij en direct gekozen in het partijbestuur. Hij vervulde een prominente rol bij het in januari 1973 opgerichte Milieu Aktiecentrum Nederland (MAN), een samenwerking van het CAR en de Bond van Huurders en Woningzoekenden (BHW) en net als de BHW een mantelorganisatie van de SP. Het MAN stelde milieuschandalen aan de kaak in Arnhem bij Billiton, in Oss bij Diosynth, in Tiel bij Verdugt en bij het afvalverwerkingsbedrijf EMK uit Krimpen aan den IJssel. Poppe was namens de SP in 1974 lijsttrekker bij de gemeenteraadsverkiezingen in zijn woonplaats Vlaardingen en in 1977 landelijk lijsttrekker bij de Tweede Kamerverkiezingen 1977, beide zonder zetelsucces. In 1978 haalde de SP met een gezamenlijke lijst met de PSP één zetel in Vlaardingen, die Poppe vanaf 1980 mocht innemen. Tot 1994 was hij raadslid en fractievoorzitter namens zijn partij in de Vlaardingse raad. In 1994 werd de SP met Poppe als lijsttrekker met 19 procent van de stemmen en zeven zetels de grootste partij in Vlaardingen.
In 1989 was Poppe lijsttrekker van zijn partij bij de Europese parlementsverkiezingen, opnieuw echter zonder zetelsucces. In datzelfde jaar startte hij binnen de partij het MilieuAlarmTeam, dat zich in de beginjaren vooral richtte op het bedrijf Eternit in Goor waar door blootstelling aan asbestvezels verschillende medewerkers stierven aan kanker. Poppe, inmiddels zelfbenoemd 'milieudetective', bracht tevens illegale afvaldumpingen van het verwerkingsbedrijf Zegwaard aan het licht door vrachtwagens van het bedrijf te volgen nadat hij een tip van een werknemer had gekregen. In 1992 was hij een van de initiatiefnemers om in de Lickebaertpolder bij Vlaardingen 17.000 bomen te planten, om daarmee de aanleg van een vuilstortplaats te voorkomen. Door de illegale aanplant ontstond het natuurgebied Volksbos.

### Lid Tweede Kamer
Bij de Tweede Kamerverkiezingen 1994 was de SP voor het eerst in haar bestaan succesvol. Poppe bezette samen met lijsttrekker Jan Marijnissen de twee behaalde parlementszetels. In de Kamer hield hij zich onder meer bezig met milieubeheer en landbouw. Hij maakte zich sterk voor het verhalen van de kosten van afvalverwerking bij de producent, maar zijn moties hiervoor haalden geen meerderheid. Ook streed hij in de Kamer voor financiële compensatie voor asbestslachtoffers. Bij de Tweede Kamerverkiezingen 1998, waarbij de SP steeg naar vijf zetels, werd hij herkozen. In 1997 maakte hij deel uit van de parlementaire onderzoekscommissie Asbestproblematiek Cannerberg. Bij de Tweede Kamerverkiezingen 2002 stelde Poppe zich niet meer herkiesbaar omdat hij weer plaatselijk actief wilde zijn. Na de Tweede Kamerverkiezingen 2006 keerde Poppe terug in de Tweede Kamer. Hij stond op een lage 19e positie op de kandidatenlijst, maar door de onverwacht grote winst van de partij was dat genoeg om opnieuw verkozen te worden. Nadat hij in 2010 opnieuw het parlement had verlaten, was hij in 2017 lijstduwer bij de Tweede Kamerverkiezingen van dat jaar.

## Publicatie
Over de werkzaamheden van Poppe als milieu-activist en strijder tegen grote vervuilers schreef Karel Glastra van Loon in 1993 het boek De Poppe-methode.

## Persoonlijk
Poppe is de zoon van een Nederlandse vader en Belgische moeder. Zijn moeder vluchtte in de Eerste Wereldoorlog voor het oorlogsgeweld in haar geboorteland naar Nederland. Hij is gehuwd en vader van twee dochters. Hij is een neef van PvdA-politicus Stan Poppe.

## Uitslagen verkiezingen
| Verkiezingen                  | Plaats Poppe  | Zetels SP | Aantal stemmen |
| ----------------------------- | ------------- | --------- | -------------- |
| Tweede Kamerverkiezingen 1977 | 1 (lijst SP)  | 0         |                |
| Tweede Kamerverkiezingen 1994 | 2 (lijst SP)  | 2         |                |
| Tweede Kamerverkiezingen 1998 | 2 (lijst SP)  | 5         |                |
| Tweede Kamerverkiezingen 2006 | 19 (lijst SP) | 25        | 1.809          |
| Tweede Kamerverkiezingen 2017 | 50 (lijst SP) | 14        | 1.088          |

- International Standard Name Identifier: 0000 0003 9187 0900
- Library of Congress Control Number: n94109222
- Nederlandse Thesaurus van Auteursnamen: 113429703
- Parlement.com: vg09lllktltw
- RKD-Nederlands Instituut voor Kunstgeschiedenis: 481572
- Virtual International Authority File: 285817181